# Oxytrigona
Oxytrigona is een geslacht van vliesvleugelige insecten uit de familie bijen en hommels (Apidae)

## Soorten
- O. chocoana Gonzalez & Roubik, 2008
- O. daemoniaca Camargo, 1984
- O. flaveola (Friese, 1900)
- O. huaoranii Gonzalez & Roubik, 2008
- O. ignis Camargo, 1984
- O. isthmina Gonzalez & Roubik, 2008
- O. mediorufa (Cockerell, 1913)
- O. mellicolor (Packard, 1869)
- O. mulfordi (Schwarz, 1948)
- O. obscura (Friese, 1900)
- O. tataira (Smith, 1863)